# Strada statale 87 NC
La ex strada statale 87 Sannitica nuova, più propriamente ex strada statale 87 Sannitica NC (ex SS 87 NC), è una variante del percorso storico riclassificato della strada statale 87 Sannitica che attraversava i comuni dell'hinterland nord di Napoli.

## Caratteristiche
La superstrada ha due corsie per senso di marcia separate da spartitraffico e senza incroci a raso.

## Percorso
Comincia dalla rotonda di Arzano, innestandosi con la Circumvallazione Esterna di Napoli, procede per Casoria, Frattamaggiore, tramite viadotto si dovrebbe allacciare alla strada provinciale 19 della provincia di Caserta, permettendo un collegamento diretto con la ex strada statale 265 dei Ponti della Valle (ora strada provinciale 335) e con Marcianise. In realtà, all'altezza di Frattamaggiore, il viadotto in direzione Marcianise si interrompeva per la presenza di un traliccio della corrente elettrica che impediva il posizionamento delle campate necessarie per completare il tracciato, mentre la circolazione è sempre stata possibile in direzione opposta, verso Arzano, essendo presente il viadotto parallelo. Chi deve proseguire verso Marcianise da Arzano deve uscire a Frattamaggiore, percorrere la viabilità urbana e rientrare allo svincolo successivo. Il 3 luglio 2012 la Terna, la società che gestisce la rete elettrica, ha avviato i lavori di smantellamento dell'elettrodotto che impedisce, con la presenza di uno dei tralicci, il completamento dell'opera.. La rimozione dell’ostacolo è terminata entro la fine dello stesso anno; tuttavia l’infrastruttura viaria resta ad oggi (novembre 2021) incompleta.
Nei progetti iniziali la strada sarebbe dovuta proseguire a sud al di là della rotonda di Arzano e tramite galleria avrebbe raggiunto l'Asse Perimetrale di Melito in prossimità di Miano, presso uno svincolo già costruito, ma probabilmente da riprogettare. Tuttavia la tragica Voragine di Secondigliano il 23 gennaio 1996 per una fuga di gas interruppe i lavori.
Problemi ci sono stati anche per la prosecuzione a nord oltre Caivano e la zona industriale di Pascarola: tramite viadotto (già realizzato e rimasto chiuso a lungo) il progetto ha previsto sin dall'inizio l'allacciamento alla strada provinciale 19 della provincia di Caserta, permettendo un collegamento diretto con la ex strada statale 265 dei Ponti della Valle e con Marcianise. I 200 metri di strada non sopraelevata per collegare i due spezzoni di strada, per molto tempo rimasti separati, sono stati completati solo nel 2014 e così il 6 marzo il tratto Pascarola-Marcianise è stato inaugurato e aperto al traffico.

## Tabella percorso
| Sannitica nuova |                                                      |      |      |
| Tipologia       | Indicazione                                          | ↓km↑ | Area |
|                 | Rotonda di Arzano Circumvallazione Esterna di Napoli | 0    | NA   |
|                 | Arzano                                               | 2,7  | NA   |
|                 | Casoria                                              | 3,5  | NA   |
|                 | Asse Mediano Milano-Napoli                           | 5,3  | NA   |
|                 | Frattamaggiore                                       | 6,3  | NA   |
|                 | Frattaminore Crispano Orta di Atella Aversa          | 9,8  | NA   |
|                 | Caivano Rione Parco Verde                            | 10,2 | NA   |
|                 | Asse di Supporto Nola-Villa Literno Domitiana        | 10,7 | NA   |
|                 | Zona industriale di Pascarola                        | 12,8 | NA   |
|                 | C.D.R di Caivano                                     | 13,5 | NA   |
|                 | Marcianise Succivo Ponti della Valle Caserta         |      | CE   |